# Formation d'Aguja
La Formation d'Aguja est une formation géologique située au Texas, en Amérique du Nord, dont les strates datent du Crétacé supérieur à cheval sur les étages du Campanien et du Maastrichtien entre environ −80 et −68 Ma (millions d'années).
Des restes de dinosaures figurent parmi les fossiles retrouvés dans la formation.

## Invertébrés

### Ammonites
| Ammonites de la Formation Aguja | Ammonites de la Formation Aguja | Ammonites de la Formation Aguja | Ammonites de la Formation Aguja  | Ammonites de la Formation Aguja | Ammonites de la Formation Aguja | Ammonites de la Formation Aguja |
| Genre                           | Espèce                          | Lieu                            | Membre                           | Quantité                        | Notes                           | Images                          |
| ------------------------------- | ------------------------------- | ------------------------------- | -------------------------------- | ------------------------------- | ------------------------------- | ------------------------------- |
| Baculites                       | B. mclearni                     |                                 | - Rattlesnake Mountain Sandstone |                                 |                                 |                                 |
| Hoplitoplacenticeras            | H. plasticum                    |                                 | - Rattlesnake Mountain Sandstone |                                 |                                 |                                 |
| Pachydiscus                     | P. paulsoni                     |                                 | - Rattlesnake Mountain Sandstone |                                 |                                 |                                 |

## Vertébrés

### Crurotarsiens
| Crurotarsiens de la Formation Aguja | Crurotarsiens de la Formation Aguja | Crurotarsiens de la Formation Aguja | Crurotarsiens de la Formation Aguja | Crurotarsiens de la Formation Aguja | Crurotarsiens de la Formation Aguja    | Crurotarsiens de la Formation Aguja |
| Genre                               | Espèce                              | Lieu                                | Membre                              | Quantité                            | Notes                                  | Images                              |
| ----------------------------------- | ----------------------------------- | ----------------------------------- | ----------------------------------- | ----------------------------------- | -------------------------------------- | ----------------------------------- |
| Deinosuchus                         | D. riograndensis                    | - Texas                             |                                     |                                     |                                        |                                     |
| Phobosuchus                         | P. riograndensis                    | - Texas                             |                                     |                                     | Reclassified as a Deinosuchus species. |                                     |

### Ornithischiens
| Ornithischiens de la Formation Aguja | Ornithischiens de la Formation Aguja | Ornithischiens de la Formation Aguja | Ornithischiens de la Formation Aguja | Ornithischiens de la Formation Aguja | Ornithischiens de la Formation Aguja | Ornithischiens de la Formation Aguja |
| Genre                                | Espèce                               | Lieu                                 | Membre                               | Quantité                             | Notes | Images                               |
| ------------------------------------ | ------------------------------------ | ------------------------------------ | ------------------------------------ | ------------------------------------ | --- | ------------------------------------ |
| Agujaceratops                        | A. mariscalensis A. mavericus        | - Texas                              |                                      |                                      | L'espèce type, A. mariscalensis, était autrefois considérée comme une espèce de Chasmosaurus.                                                                                         |                                      |
| Angulomastacator                     | A. daviesi                           | - Texas                              |                                      |                                      | |                                      |
| Chasmosaurus                         | C. mariscalensis                     | - Texas                              |                                      |                                      | Considéré par les paléontologues Lucas, Sullivan et Hunt comme suffisamment distinct de l'espèce type de Chasmosaurus, C. belli pour être placé dans un nouveau genre, Agujaceratops. |                                      |
| Chasmosaurus                         | Indéterminé                          | - Chihuahua                          |                                      |                                      | |                                      |
| Edmontonia                           | E. rugosidens                        | - Texas                              |                                      |                                      | |                                      |
| Euoplocephalus                       | Nom d'espèce?                        | - Texas                              |                                      |                                      | |                                      |
| Gryposaurus                          | Indeterminé                          | - Texas                              |                                      |                                      | |                                      |
| Kritosaurus                          | K. navajovius                        | - Texas                              |                                      |                                      | |                                      |
| Kritosaurus                          | Indeterminé                          | - Chihuahua - Texas                  |                                      |                                      | Ce Kritosaurus a ensuite été considéré comme un Gryposaurus. |                                      |
| Panoplosaurus                        | Unnamed species                      | - Texas                              |                                      |                                      | |                                      |
| Stegoceras                           | Indeterminate                        | - Texas                              |                                      |                                      | |                                      |
| Texacephale                          | T. langstoni                         | - Texas                              |                                      |                                      | |                                      |

### Saurischiens
| Saurischiens de la Formation Aguja | Saurischiens de la Formation Aguja | Saurischiens de la Formation Aguja | Saurischiens de la Formation Aguja | Saurischiens de la Formation Aguja | Saurischiens de la Formation Aguja | Saurischiens de la Formation Aguja |
| Genre                              | Espèce                             | Lieu                               | Membre                             | Quantité                           | Notes                              | Images                             |
| ---------------------------------- | ---------------------------------- | ---------------------------------- | ---------------------------------- | ---------------------------------- | ---------------------------------- | ---------------------------------- |
| Dromaeosaurus                      | Indéterminé                        | - Texas                            |                                    |                                    |                                    |                                    |
| Richardoestesia                    | R. gilmorei                        | - Texas                            |                                    |                                    |                                    |                                    |
| Richardoestesia                    | R. isosceles                       | - Texas                            |                                    |                                    |                                    |                                    |
| Saurornitholestes                  | S. langstoni                       | - Texas                            |                                    |                                    |                                    |                                    |
| Troodon                            | Indéterminé                        | - Texas                            |                                    |                                    |                                    |                                    |

### Tortues
| Testudines de la Formation Aguja | Testudines de la Formation Aguja | Testudines de la Formation Aguja | Testudines de la Formation Aguja | Testudines de la Formation Aguja | Testudines de la Formation Aguja | Testudines de la Formation Aguja |
| Genre                            | Espèce                           | Lieu                             | Membre                           | Quantité                         | Notes                            | Images                           |
| -------------------------------- | -------------------------------- | -------------------------------- | -------------------------------- | -------------------------------- | -------------------------------- | -------------------------------- |
| Terlingualchelys                 | T. fischbecki                    | - Texas                          | - Rattlesnake Mountain Sandstone |                                  |                                  |                                  |